# Casa al carrer Costa d'en Vinyes, 2 (Rabós)
La Casa al carrer Costa d'en Vinyes, 2 és un edifici del municipi de Rabós (Alt Empordà) que forma part de l'Inventari del Patrimoni Arquitectònic de Catalunya. Està situada dins del nucli urbà de la petita població de Rabós, a la banda de migdia del terme.

## Descripció
És un edifici cantoner de planta més o menys rectangular, amb la coberta de teula de dues vessants i distribuït en planta baixa i dos pisos. Està construït en una zona en pendent i totes les obertures són rectangulars. La façana principal presenta un portal d'accés al pis, al que s'accedeix mitjançant unes escales exteriors. Presenta els brancals bastits amb grans pedres de granit desbastades i la llinda monolítica de pissarra. Damunt seu hi ha una petita finestra quadrada formada per quatre pedres desbastades. El parament lateral presenta un cos rectangular adossat cobert amb terrassa al pis i format per dues grans voltes d'arc rebaixat, bastides en pedra desgastada a sardinell.
Sota les voltes hi ha un portal reformat que conserva la llinda monolítica de granit, gravada probablement amb data de 1766, i una finestra quadrada feta amb quatre peces de pedra. A l'extrem nord de la terrassa hi ha un cos circular que es pot correspondre amb el forn o bé el pou de l'habitatge. A la primera planta, les obertures han estat reformades però es conserva una de les llindes de pedra originals. Al segon pis, una de les finestres encara conserva tot l'emmarcament en pedra original, combinant el granit amb la pissarra.
La construcció està arrebossada i emblanquinada.